# محمد بن ابوالقاسم اصفهانی
میرزا محمد بن ابوالقاسم اصفهانی از خوشنویسان و هنرمندان دروه فتحعلی‌شاه قاجار بود .
او در علم سیاق و موسیقی شهرت داشت و خط نسخ را عالی می‌نوشت. در شعر «صفائی» تخلص می‌کرد. میرزا محمد، مردی گوشه‌گیر و درویش مسلک بود و از حاصل کتابت روزگار می‌گذرانید. تاریخ درگذشتش معلوم نیست اما تا سال ۱۲۳۴ ه‍.ق حیات داشته است.